# Pyrola japonica
Pyrola japonica là một loài thực vật có hoa trong họ Thạch nam. Loài này được Klenze ex Alef. miêu tả khoa học đầu tiên năm 1856.

## Hình ảnh

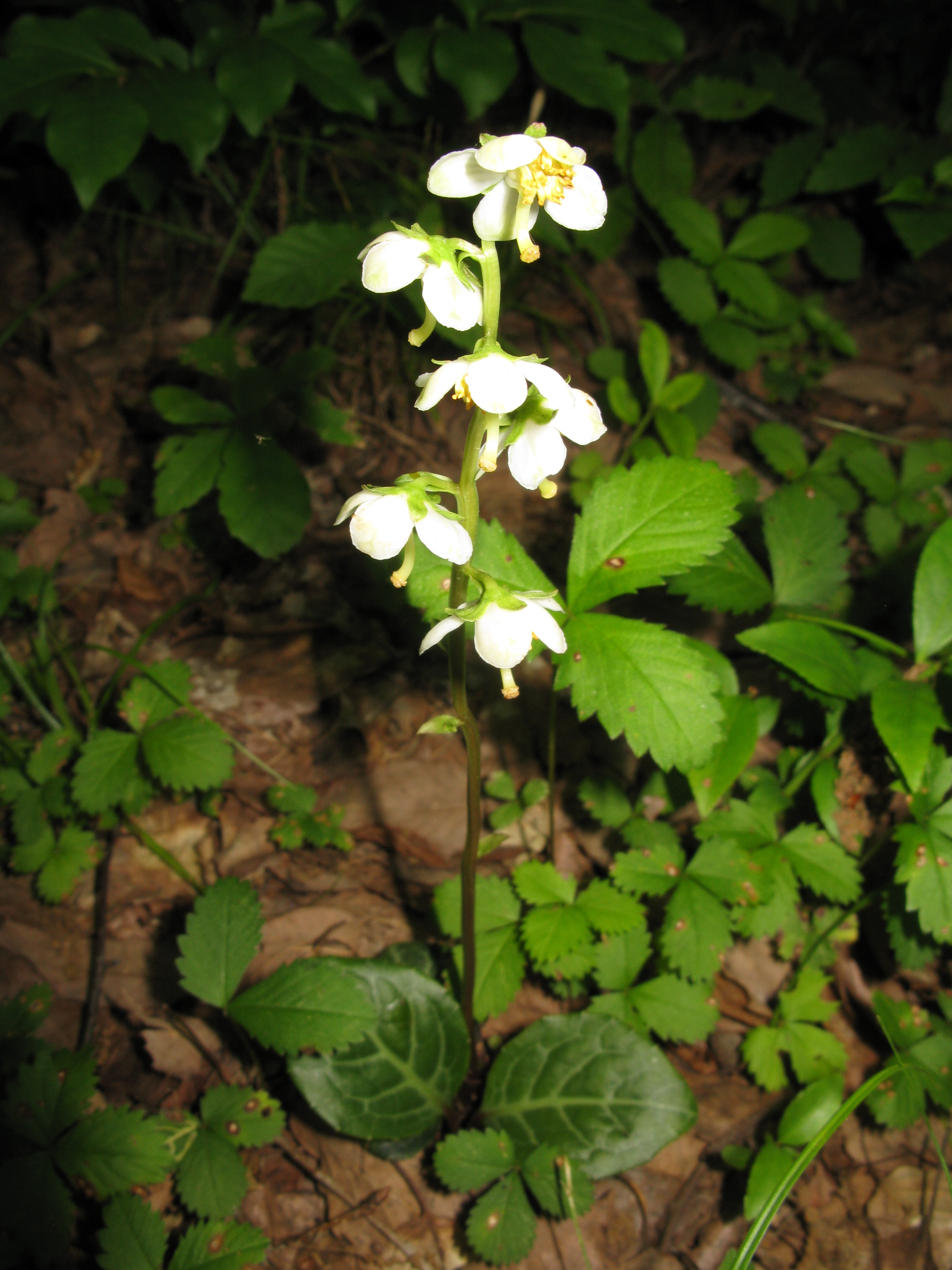
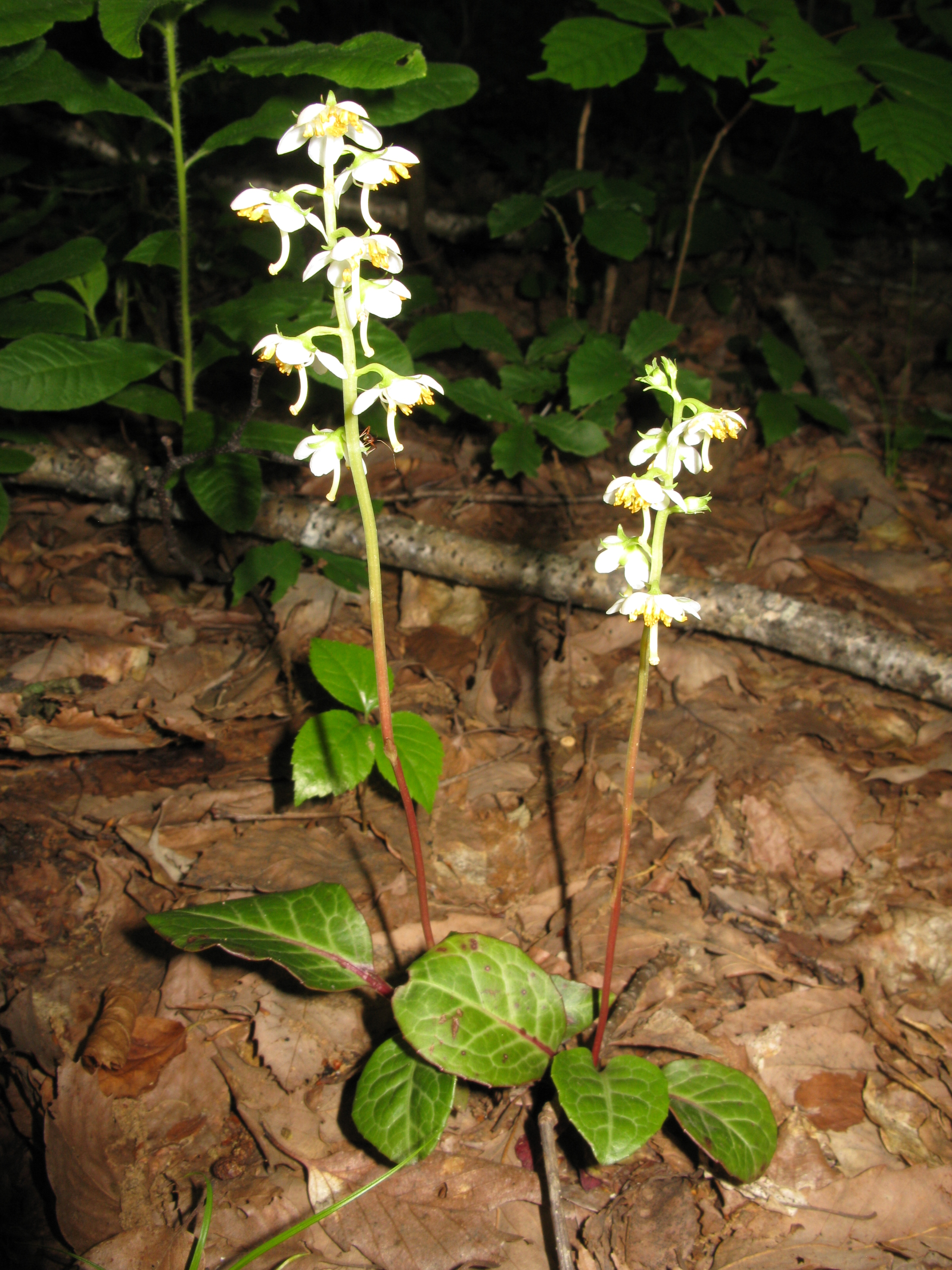
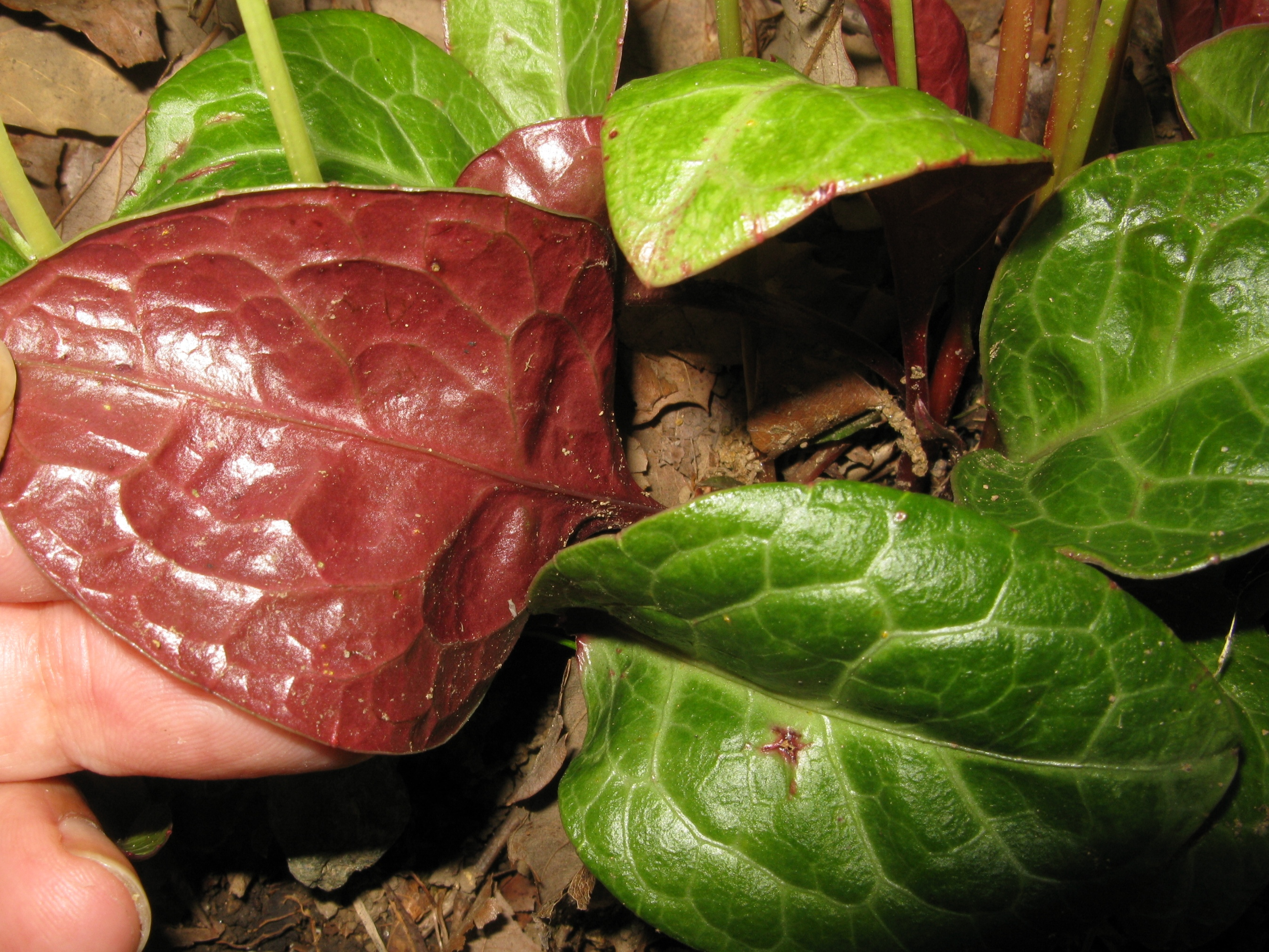
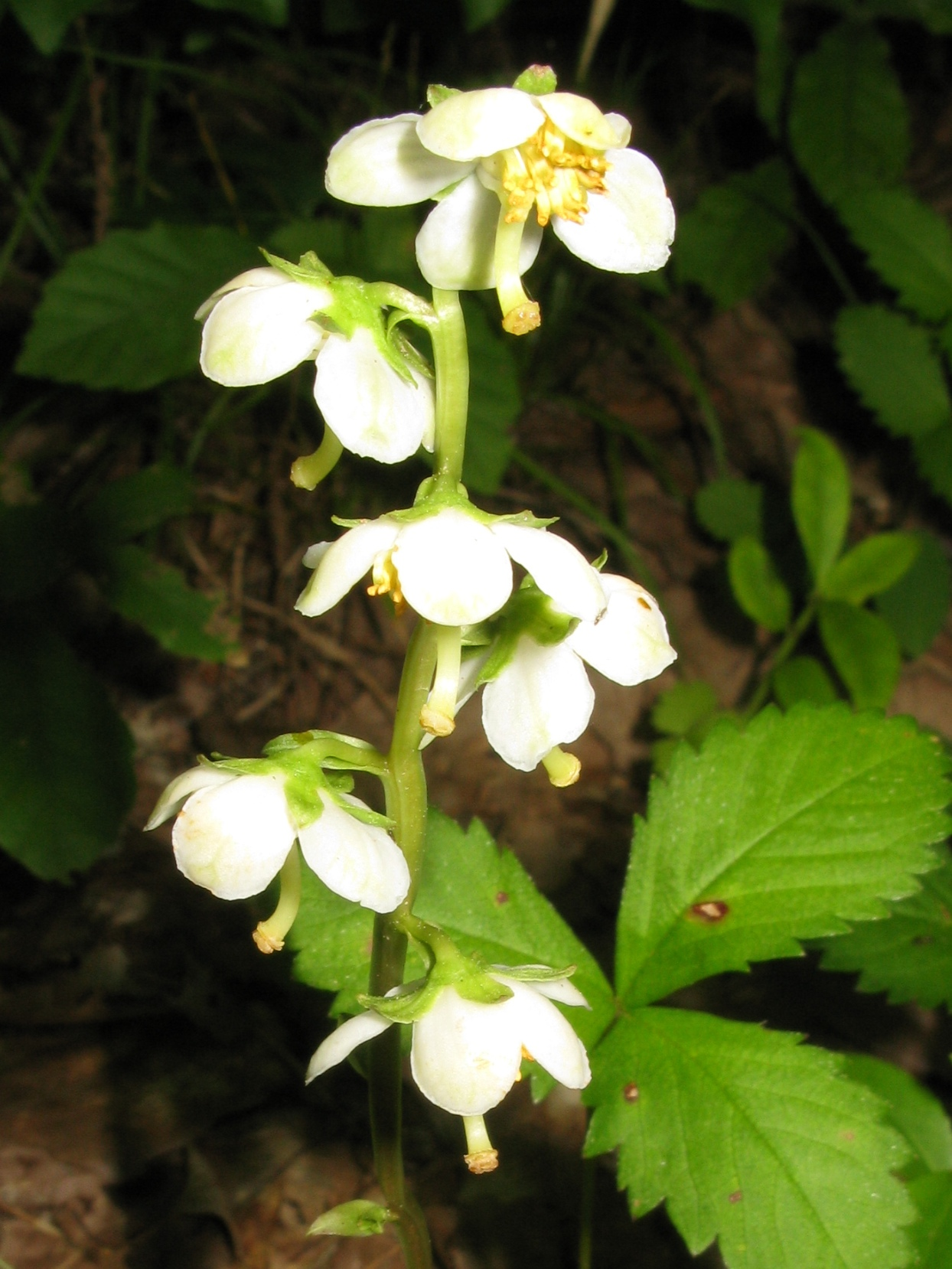